# Gastronomia del Marroc

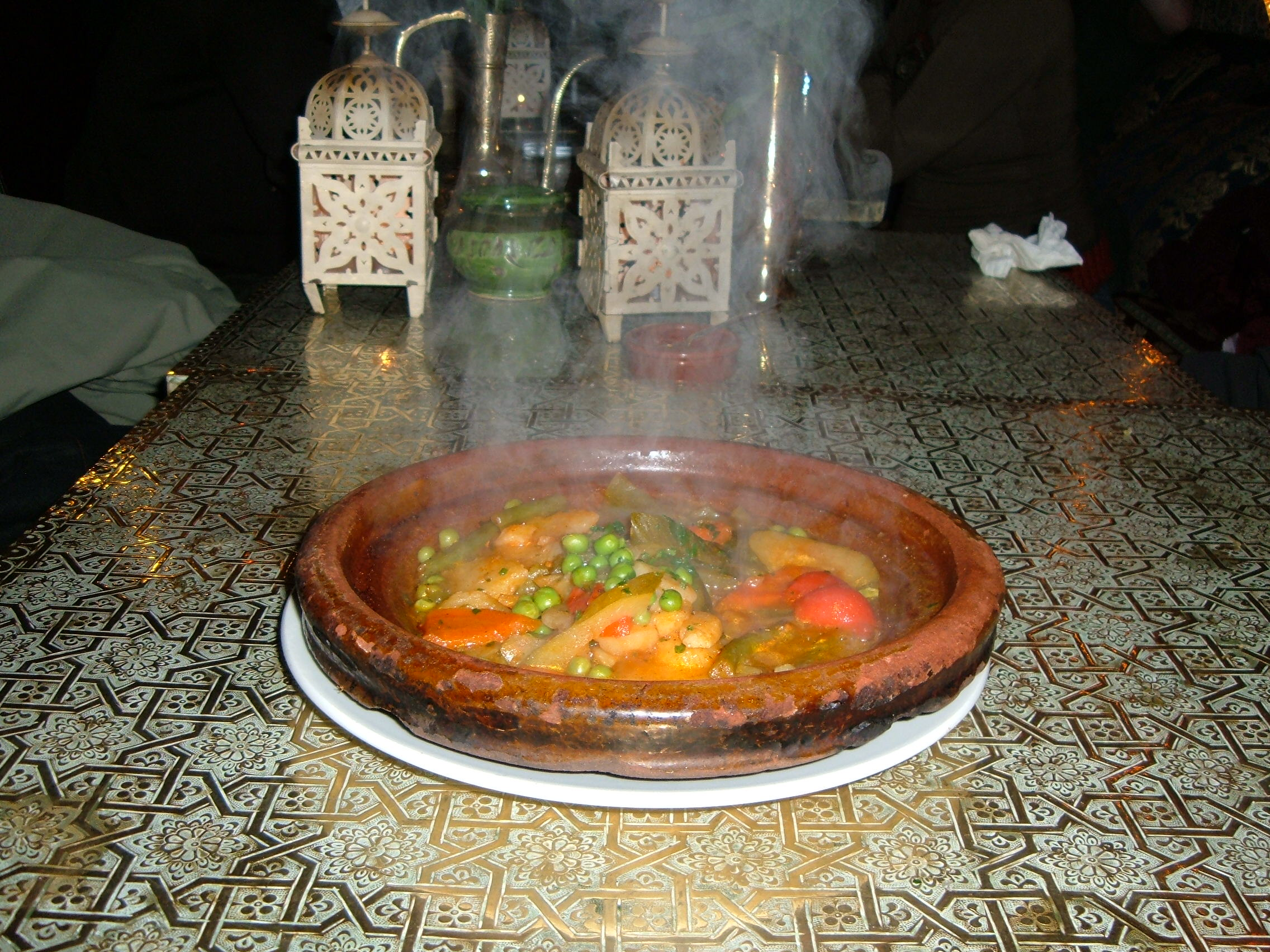
Un tagín de verdures servit i a punt per menjar.

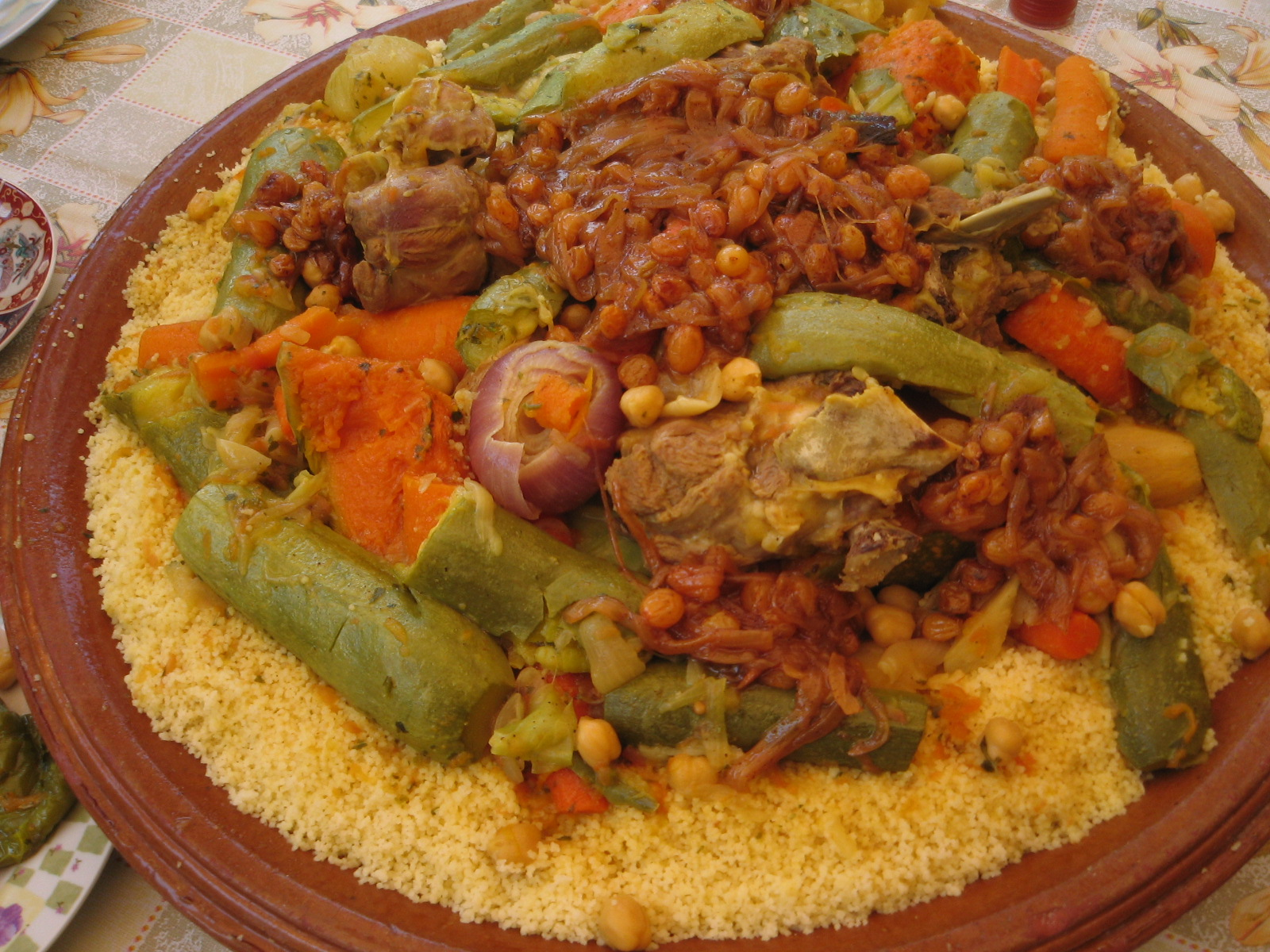
Cuscús marroquí amb verdures i tfaya (ceba caramel·litzada, cigrons i panses).

La gastronomia del Marroc és el conjunt de plats i ingredients consumits al país del Marroc. La gastronomia marroquina es pot considerar de gran riquesa i diversitat; això pot ser degut a la interacció que ha arribat a tenir altres cultures externes. La cuina marroquina, a excepció dels plats típics, avui es pot considerar com una barreja de gastronomies dels pobles de berbers, moriscos, de l'Orient Mitjà, mediterranis i africans. Com la resta de la cuina magrebí, la cuina marroquina té més en comú amb la cuina de l'Orient Mitjà que amb la resta d'Àfrica. Segons el xef i investigador de cuina marroquí Hossin Houari, els rastres més antics de la cuina marroquina que encara es poden observar en l'actualitat es remunten al segle VII aC.
La cuina marroquina és molt senzilla de realitzar, tal com correspon a les cuines populars. Té molt en comú amb altres cuines del Magrib, però té la seva pròpia personalitat a causa de ser l’únic que no ha rebut la influència de la cuina turca (degut a que l'Imperi Otomà no va arribar amb els seus dominis al territori de l'actual Marroc). És una cuina familiar: un refrany marroquí diu: Mâ kainsh el-kalâm ala etta3âm, "Durant el menjar, no hi ha conversa" (ما كاينش الكلم على الطعام). La seva característica principal és la combinació de dolç i salat, com la bastela (بسطيلة المغربية), que és cuscús amb verdures i tfaya), que l'apropa a les cuines de l'Extrem Orient. Actualment alguns plats marroquins tenen reminiscències de la cuina sefardita.
La cultura culinària del Marroc abasta no només els aliments, sinó també tradicions culinàries com el dyafa (una mena de banquet marroquí). Es tracta d’una cuina elaborada de forma casolana, en la qual només hi participen les dones (dada); l’espai de la cuina és tradicionalment al Marroc un lloc femení on els homes romanen fora. Les receptes dels plats passen de mares a filles per tradició oral.

## Història
La cultura indígena al Marroc és berber i actualment continua sent el 21% de la població. El 683, el Marroc va ser envaït pels àrabs i van continuar la conquesta a la península ibèrica. Aquesta invasió va fer que la cuina marroquina tingués influències de la Mediterrània gràcies al seu intercanvi amb la gastronomia d'Al-Àndalus.
La cuina del Marroc es caracteritza per una gran influència berber, ja que bona part es va gestar durant la dinastia marínida (segle XIV). A més, altres cultures que han estat en contacte amb la marroquina en el passat també han influenciat la seva gastronomia en forma de receptes i ingredients, com les d'Al-Àndalus, la sefardita, la francesa o fins i tot l'espanyola.

## Ingredients

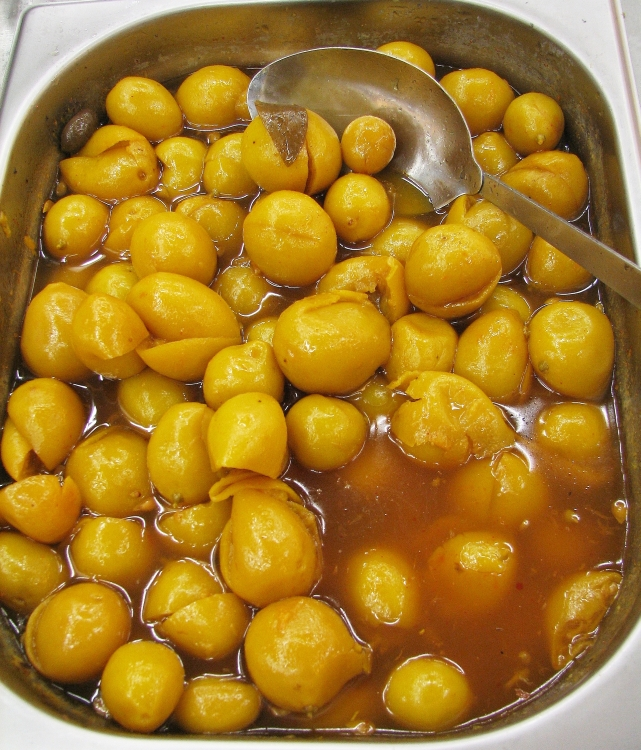
Ingredient típic: llimones adobades (حامض لمرقد).

Segons certs autors acadèmics de la cuina del Marroc, els aliments bàsics es concentren en quatre plats bàsics: el cuscús (elaborat amb sèmola de blat) i que participa en molts plats marroquins, la bastela, el mexuí de xai i el djej mcharmel preparat amb carn de pollastre, llimones adobades (حامض لمرقد) i olives. En qualsevol cas, els ingredients disponibles s'inclouen dins de la cultura islàmica i les seves normes dietètiques.

### Verdures i fruita
La cuina marroquina comparteix molts elements en comú amb la cuina mediterrània i per aquest motiu abunden les verdures, una de les verdures preferides durant els mesos d’estiu és l'albergínia (zaalouk). Els alls marroquins són petits (touma) i lleugerament rosats; proporcionen un aroma diferent a la que prové d’Europa i s'utilitzen amb abundància en molts plats. Les amanides poden ser taktouka, de verdures cuites o amb fulles d’enciam fresques i condimentades. Una de les amanides més populars està feta amb tomàquets, ceba i tonyina. També hi ha la bissara, que és un puré de faves molt arrelat a la gastronomia maroquina.
Entre la fruita hi ha cítrics, destacant les llimones (formen part d’un ingredient molt marroquí com les llimones adobades). El raïm es menja sobretot fresc, com a postres. La fruita seca (sobretot dàtils: aliment dels pobles nòmades i dels quals s'han caracteritzat trenta varietats). El Marroc és un dels grans productors de fruita de la zona mediterrània.
La cuina marroquina també utilitza diverses preparacions d’olives, en plats com el meslalla, com en ingredients d’alguns tagins, en amanides. L’oli d’oliva s'utilitza tot i que en algunes zones del sud se sol utilitzar l’oli extret de les nous d'argània (s'utilitza als esmorzars anomenats amlou).

### Cereals

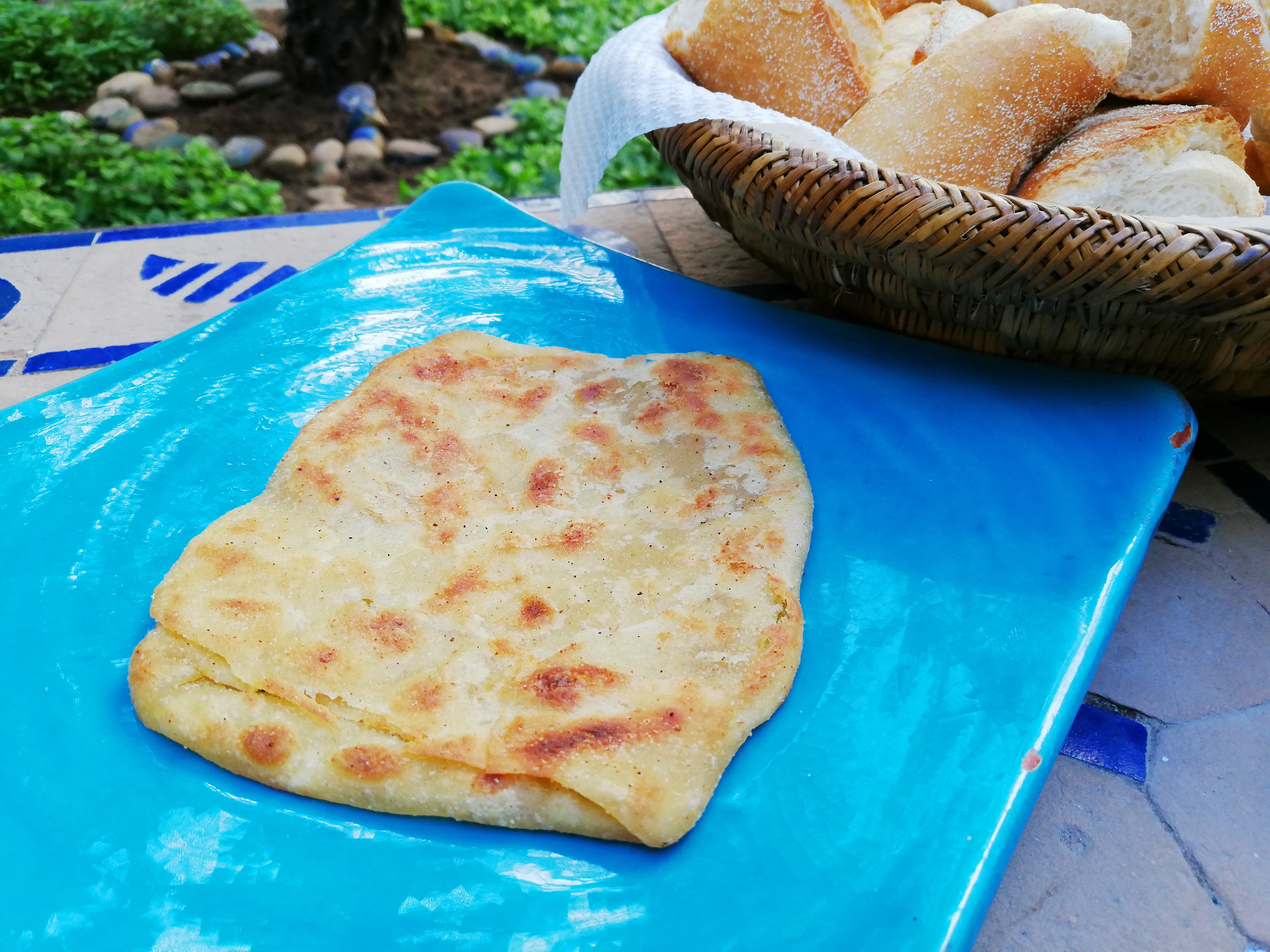
Un rghaif marroquí.

Els cereals s'utilitzen freqüentment en pa (ksra o khboz) que és principalment un pa de pita que acompanya els plats; normalment es prepara a mà a les cases. Un dels més populars és el rghaif. El batbote és un pa que continua cuinant-se al forn: ferrah, el khobz de Dar (pa de casa) i el baghrir (que és una mena de crep feta amb semolina i llevat molt celebrada als esmorzars). Altres pans són els harsha. Un dels plats del Ramadà és el sfouf. Hi ha, però, alguns ingredients predominants a causa de l’especialització en la producció de determinats productes com el cafè.
El cuscús, conegut al Marroc com sucsu, forma part del menjar típic de les persones i ètnies del Marroc; el seu nom original és ksuksu (كسكس). Es tracta de petites boles semolina que es cuinen al vapor en contenidors especials anomenats cuscuseres (borma). Es tracta d’un aliment bàsic i de baix cost que es troba a moltes parts de les cuines del Magrib i que per popularitat s'associa fàcilment a la cuina marroquina. Està associat al dinar familiar de divendres, però es pot trobar cada dia als restaurants. Els plats amb cuscús solen anar acompanyats de verdures, carn i pollastre. Hi ha molts plats amb cuscús que tenen diferents ingredients, varien segons les regions i la creativitat del cuiner. A la religió jueva el cuscús és un àpat típic als àpats de divendres, també coneguts com a menjars de shabbat.

### Carns

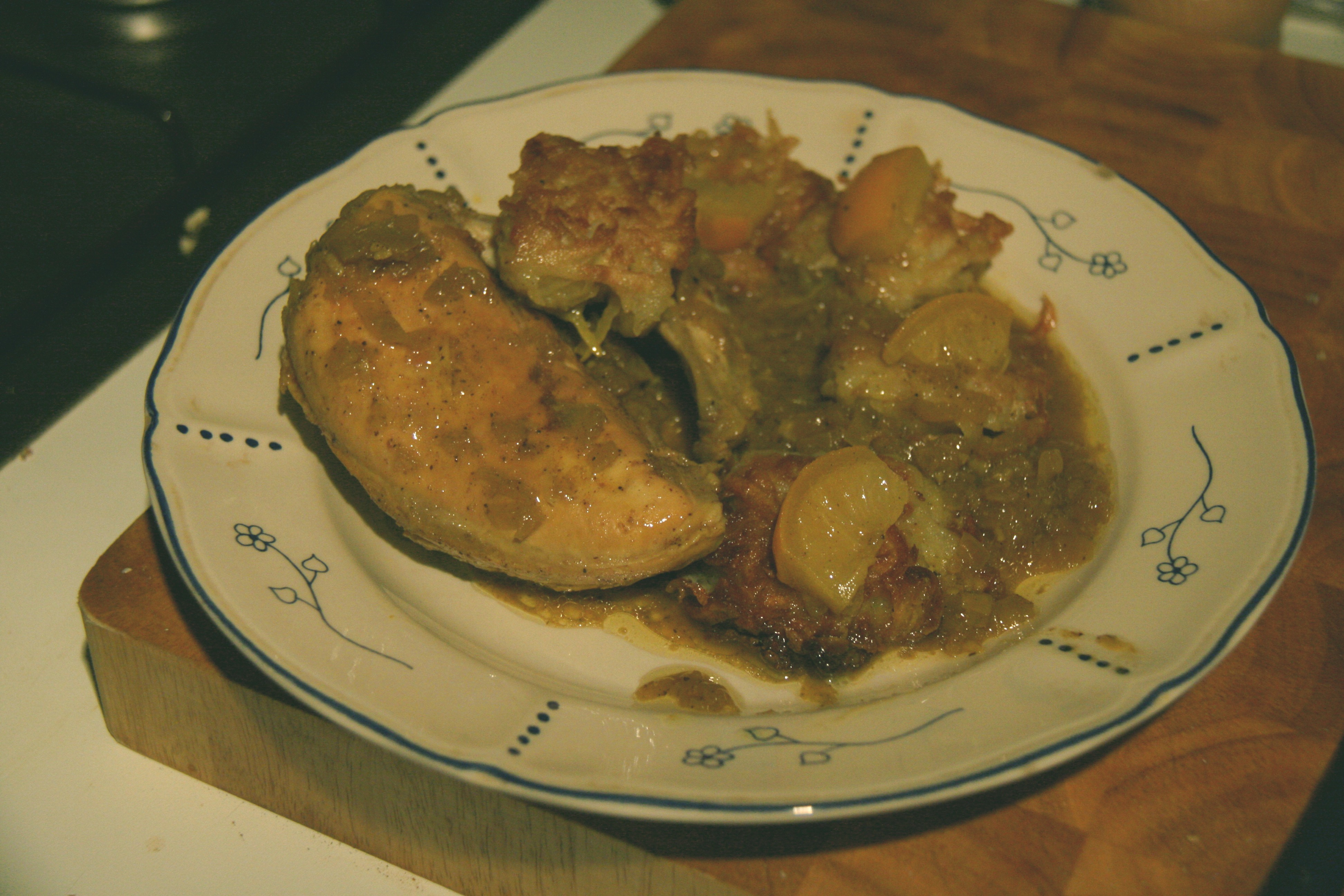
Un plat de djej msharmal amb llimona adobada.

Entre les carns més populars de la cuina marroquina hi ha el xai i, en gran manera, l’aviram; especialment pollastre i gallina: entre els plats més famosos hi ha el djej msharmal i el pollastre quadra. La carn de vedella és menys popular. La carn se sol preparar estofada. Els tride farcits de carn de pollastre, les kedra touimia que són una recepta tradicional per cuinar els coloms (amb pèsols, ceba, panses i ametlles). Hi ha carns marinades com el khli'3 (normalment vaca) que es cuinen en greixos, per preservar-se durant molt de temps. La carn picada o khelea (similar al basdourma turc). El mashwi és una manera de preparar la carn de xai marinada a l'estil berber en una barbacoa feta amb un foc preparat per a l’ocasió, el mashwi sol acompanyar-se de kwah (kebab amb fetge de xai). Un altre plat de xai és el xai m'rouzia. Un plat típic de carn a la ciutat de Marràqueix és la tanzhiyya i té la característica de ser dels pocs plats elaborats per homes; el nom prové de l’olla a la qual es prepara que es posa directament en algunes brases de carbó vegetal. Un dels més coneguts és el briouates.
El khliî, carn seca picant, és característica de l'àrea de Fes. El consum de carn de porc i de les aus amb urpes està prohibit als musulmans al Marroc, d'acord amb les lleis dietètiques islàmiques sobre el menjar halal.
Entre els ovoproductes hi ha opcions diferents. Els ous durs es venen generalment als souks (venuts en una solució salina amb comí mòlt). Els plats en què s'utilitza són la tafaya, el masquid bil beid (barreja de xai i ous durs), el djej mefenned (pollastre rostit amb clara d’ou).

### Peixos

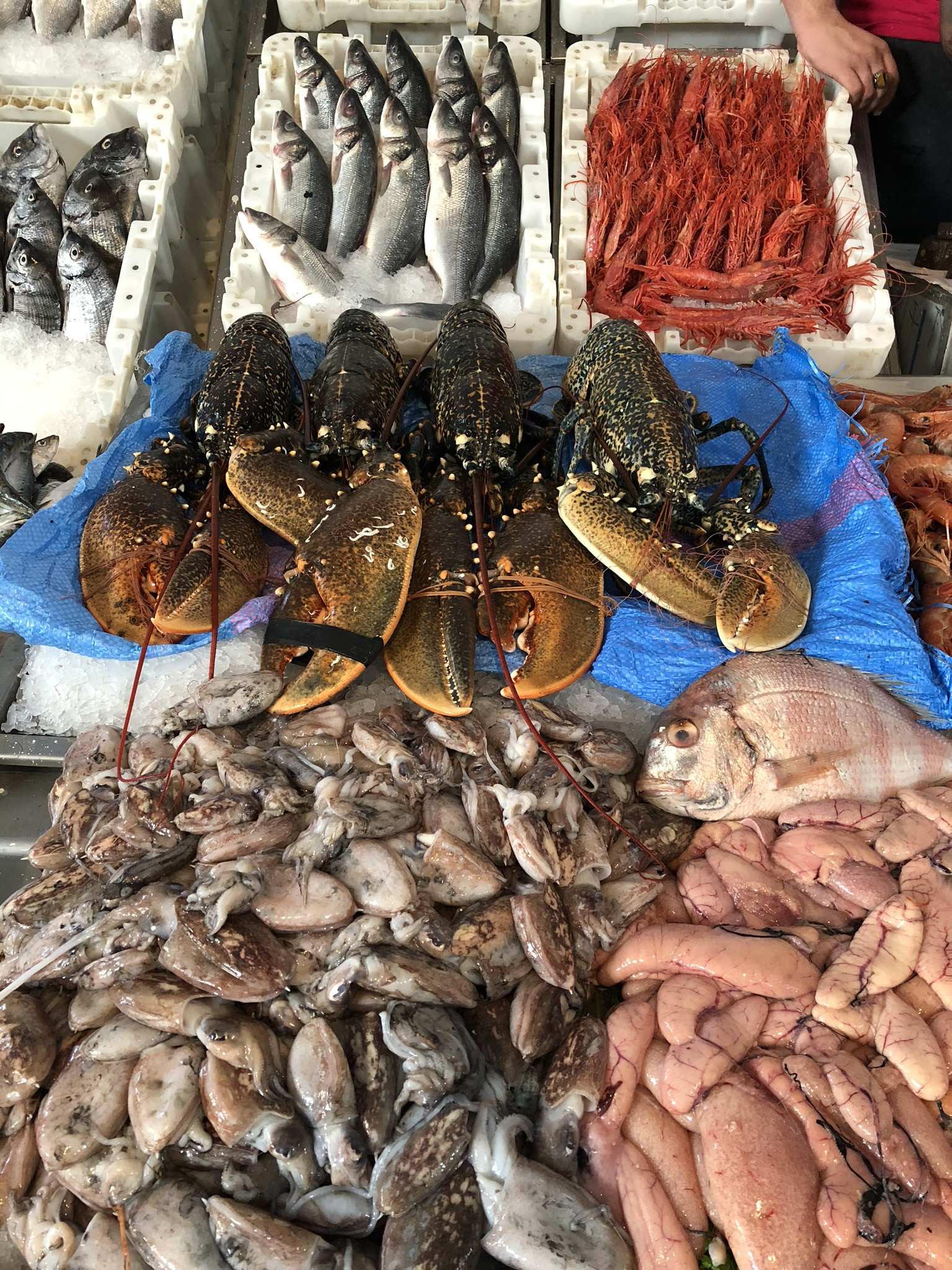
Peix i marisc a la venda al Mercat Central de Casablanca.

El marisc i el peix són més freqüents a les zones costaneres i solen menjar-se cuits o fregits; n'hi ha poc a les zones interiors perquè és un país calent i que obliga a utilitzar sistemes de refrigeració complicats per al seu transport. Hi ha una marinada típica anomenada sharmoola, que es fa amb peixos i olives picades als quals s'hi afegeix fulles de coriandre i julivert, ceba, pebre i gingebre i es deixa reposar en suc de llimona i sal. Un plat preparat a Fes és el hut bu-etob, que es fa amb dàtils (de peixos alose del riu Sebou). En algunes comunitats relacionades amb els sefardites es prepara un bullit anomenat adafina acompanyat de llimones confiades (حامض لمرقد). Un dels plats de peix és el tagra.

### Espècies

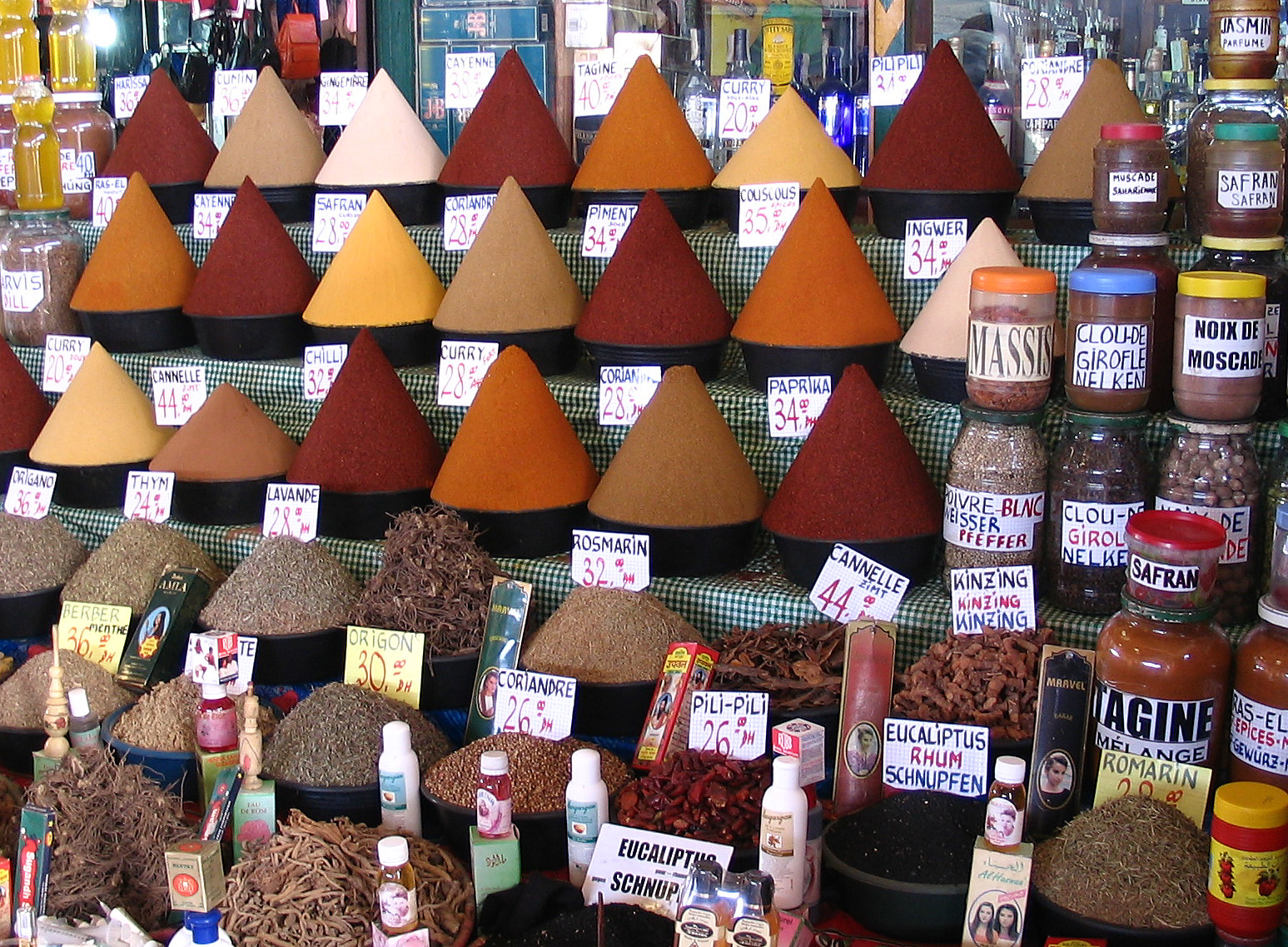
Espècies al soc d'Agadir.

Les espècies s'utilitzen a la cuina marroquina de manera gairebé extensa i intensiva. Mentre que algunes espècies són productes d’importació, altres ingredients com la menta, les olives de Meknes, les taronges i les llimones de Fes provenen de cultius locals. Les espècies s'ofereixen als socs.
Les espècies més habituals dels plats marroquins són el cini, és a dir, la canyella (algunes variants com la karfa que és la cinnamomum lauri), el kamoun (comí), karkoum (cúrcuma), skingbir (gingebre), el bsar (pebre negre), felfa hlouwa (pebre vermell), nafaa o habbt hlawa (la llavor d’anís), jinjelan (llavors de sèsam), kasbour (coriandre), zafrane beldi (safrà) i menta. També s'utilitzen barreges d’espècies realitzades pels comerciants i anomenades ras el hanout (râs el-hânut), el nombre d’espècies és molt divers i s'esmenta des de quinze a trenta-quatre espècies; el conjunt sol ser vermell o groc (depenent de els components). L'harissa (harîssa), que és una pasta de pebre picant que s'utilitza molt com a condiment, caracteritza per igual totes les cuines del Magrib i és originària de la cuina de Tunísia, el “toc marroquí a aquest condiment en pasta és afegir algunes llavors de comí i coriandre.
El coriandre o també anomenat "julivert àrab" s'utilitza tant com a herba (fulles fresques), que proporcionen un sabor lleugerament anisat (kosbour) i solen afegir-se al final de la cocció dels aliments, especialment en els tagins); com en gra a través de les seves llavors, que s'utilitzen més com a encens. El zataar s'utilitza àmpliament en alguns plats. Els aromes d’aigua, com l'aigua de roses (zhaar), s'utilitzen en diverses postres. Una de les aigües aromatitzades prové de les flors del taronger: l'aiguanaf (ma ward).

### Làctics
Hi ha alguns productes lactis típics del Marroc, entre ells hi ha la zebda (mantega fresca, زبدة), que té un sabor extremadament punyent. No s'ha de confondre amb l'smen. En alguns casos s'utilitza una mantega d’aroma ranci anomenada boudra. El leben (sèrum de llet) és molt preuat entre les tribus dels berbers. El b'raïb és una beguda amb llet i carxofa. A les regions contigües a Tànger-Tetuan, al nord del Marroc (regió ghomara), el formatge fresc també és molt popular.

### Olis
L’ús d’olis vegetals com l'oli d’oliva és molt freqüent a la cuina. També s'utilitza l'smen, que és una mena de mantega clarificada d’un determinat aroma ranci característic. Tanmateix, l’ús d’oli d’oliva és molt freqüent, però en algunes parts s'emplea l'argelaga, que és un arbre que només creix a la zona d’Essaouira (al sud-oest del Marroc); els seus fruits són tractats com a olives i d’ells s'obté un oli vegetal amb mantega i avellanes conegudes per les seves virtuts regeneratives. Aquest oli s'utilitza per fregir aliments i fred com a amaniment d'amanides.

## Plats típics

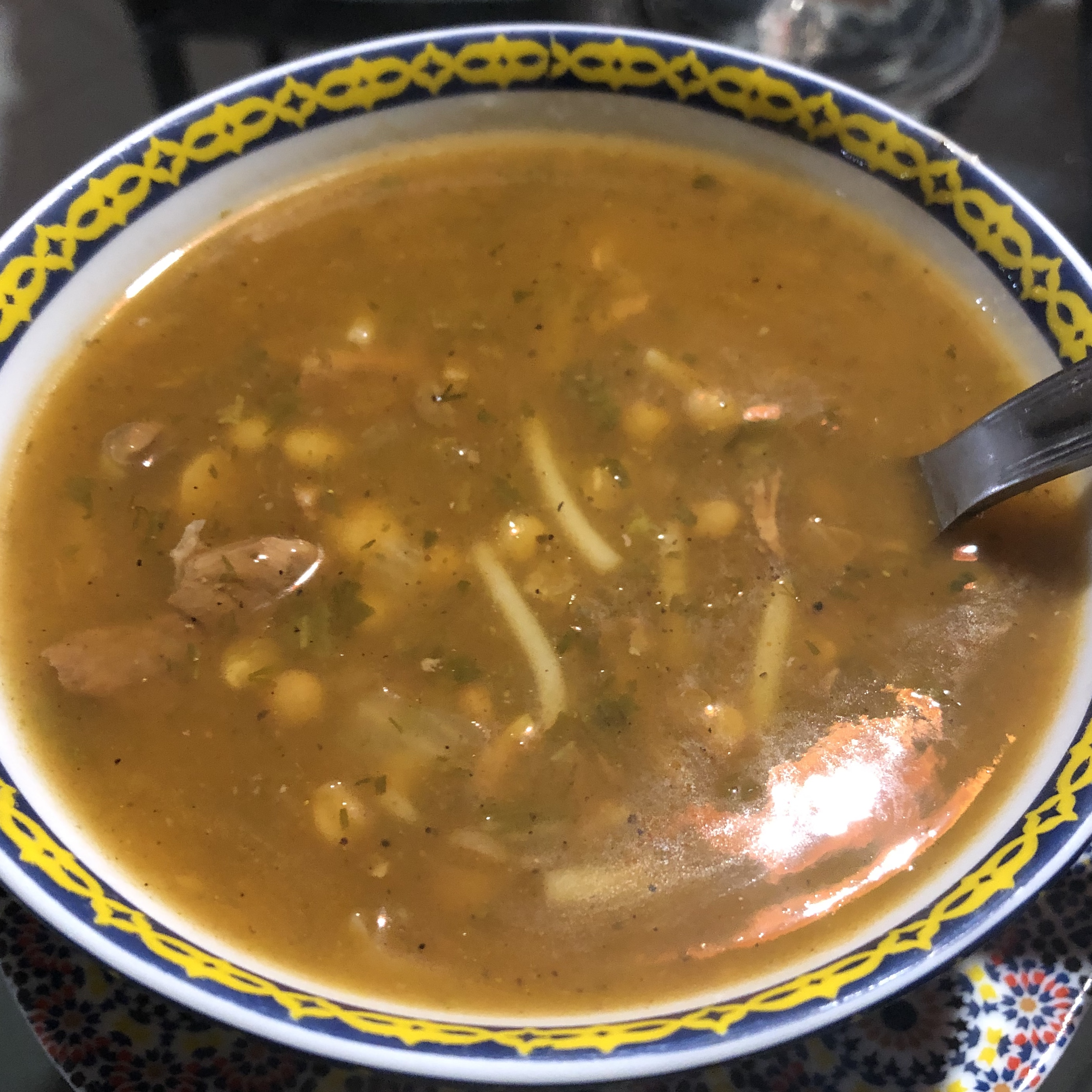
Un plat dharira.

A la cuina marroquí s'hi pot trobar una execució més o menys homogènia en la preparació de certs plats. Les tres grans capitals (Fes, Tetuan i Marràqueix) han desenvolupat, tot i així, les seves pròpies variacions. Hi ha molts tipus de sopes, per exemple l’harira, que se serveix cada dia durant el mes del Ramadà i és el plat amb el qual es trenca el dejuni; normalment s'acompanya de dàtils o chebakia (postres típics). Hi ha plats molt típics com la bissara, que és un puré de mongetes, molt referenciats en els refranys populars en què s'esmenta: "És tan pobre que només menja bissara". Un dels plats marroquins per excel·lència és la pastilla de colom. A la categoria dels entrants hi ha el zaaluk d'albergínia (també anomenades "caviar albergínia", nom que indica la seva exquisidesa).
Hi ha moltes receptes preparades en tagín (tant el contenidor cònic com el contingut s'anomenen així) i moltes varietats, com ara el tagín de xai; aquest plat té la combinació exòtica de dolç (aportat per les prunes seques) i salat (provinent de la carn). L’ús de dàtils es pot trobar tant als tagins com en l'harira, que porta fideus, carn, tomàquet i llegums com llenties o cigrons.
Entre les salses més comunes de la cuina marroquina hi ha el mqalli, que és una salsa groga que utilitza safrà i gingebre barrejat amb oli d’oliva; el mhammar, que és una salsa vermella a base de pebre, comí i mantega; el qadra, que és una barreja de smen amb verdures, ametlles i cigrons; i el msharmal, que és una salsa a base de safrà i oli d’oliva. Les salses marroquines es poden agrupar en dos colors: el vermell (mhammar i msharmal) i el groc (mqalli i qadra). Se serveixen en alguns plats i els proporcionen la denominació, per exemple el "pollastre al mhammar", el famós "djej msharmal" (pollastre al msharmal).

## Begudes

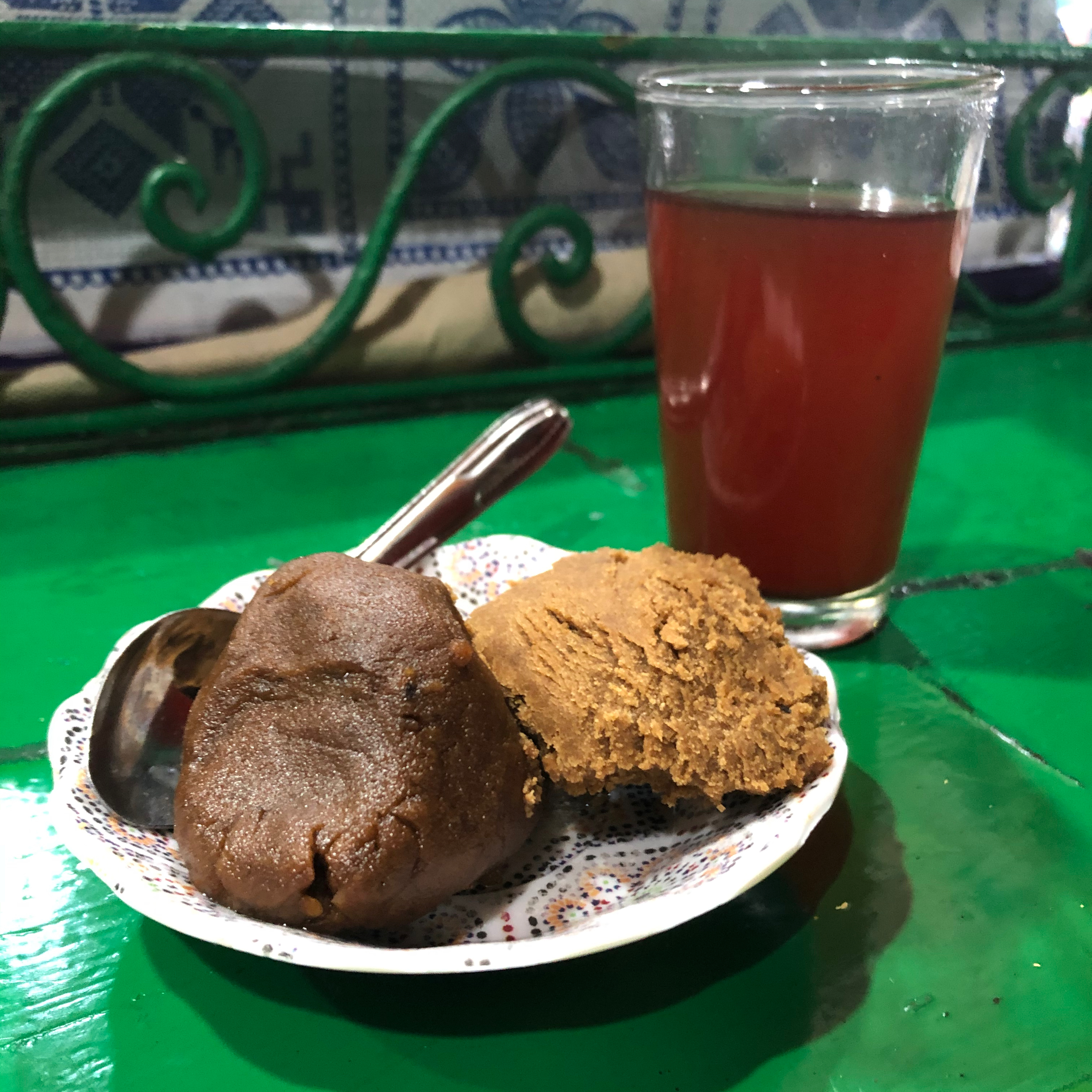
Khudenjal, un te a base d'herbes a base dAlpinia officinarum i dos tipus de sellou a Djemà-el-Fna a Marràqueix.

El te sol prendre's cinc o sis vegades al dia, servit amb la l'barrade: una mena de tetera d’acer inoxidable que s'utilitza per abocar el te als gots. El te que es beu al Marroc és una combinació de te verd amb menta, que s'utilitza per tranquil·litzar, reanimar, tonificar, beure al matí, després dels àpats, o en qualsevol moment. Hi ha moments que el te està aromatitzat amb xiba (absenta). En algunes ocasions se serveix amb msemmen, que són una mena de creps de farina de blat de moro, i amlou, que és una pasta d'ametlla amb mel.
Altres begudes a base de llet són: el leben, compost per llet agra que es consumeix molt freda, de vegades es beu llet perfumada amb farigola i mel. Els sucs abunden al país, especialment el de taronja. També es consumeix llet d'ametlla (molt similar a l'ajoblanco andalús). En el camp de les begudes alcohòliques, el Marroc té alguna producció de vins a la regió de Meknès.  El consum de vi només és d'un litre per càpita i any. És comú en algunes ubicacions amb influència jueva el mahia, un licor de figues d’origen sefardita.

## Postres i dolços
Les postres marroquines són ben conegudes. Moltes d’elles estan preparades amb una pastes que anomenen banyes de gasela i que serveix de base per a molts dolços. Abunden els dàtils i la mel com a edulcorant. Tot i això, el nombre de postres no és gaire elevat en comparació amb altres gastronomies del Magrib; alguns autors creuen que es deu a la gran producció de fruita d’aquest país. Al Ramadà, el shebbakiya és molt popular.
El seffa és molt popular entre els infants; es tracta de cuscús (o fideus de cabell d'àngel) endolcit amb sucre glacé i servit amb canyella. Un bunyol molt popular que serveix calent pels venedors de carrer és el sfenzh: els marroquins el mengen preferentment com a esmorzar. Altres bunyols salats que es poden trobar són: el warqa, el trid (que servit amb un got de llet s'anomena generalment com a "píndola dels pobres") i el briwat, que són petits pastissos farcits de diferents ingredients i que se serveixen en el transcurs dels banquets; poden ser en forma triangular o cilíndrica. Les ghriba bahl (galetes d'ametlla i sèsam que s'elaboren sense ou) i les banyes de gasela també són molt populars.

## Estris i recipients

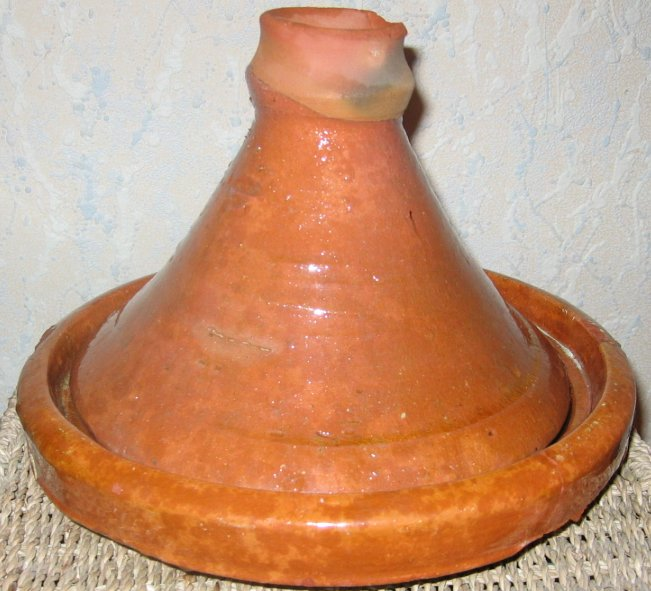
Un tagín (recipient), imatge típica de la gastronomia del Marroc.

Un dels elements més indispensables per a l’elaboració de guisats és el tagín, mot que s'empra per a anomenar tant l'estri de fang utilitzat com el guisat que s'hi cuina, que normalment és un estofat de carn de xai o pollastre. Un altre estri de fang molt emprat és la tangia en què s'elaboren els bullits. El cuscús es cuina en cuscuseres (quadrra wa alkaskas), que tenen dos contenidors: l'inferior, en què es bull l’aigua, i el superior per vaporitzar el cuscús.
Alguns dels estris freqüents de les cuines tradicionals marroquines són el ghorbal, que és una mena de tamís fet de budell de xai, així com el chtato que és una mena de garbell amb forats de mida molt menor. Entre els contenidors hi ha el maqla, que és una mena de paella de coure. El quarda o el tangir són olles grans o petites que s'empren en l’elaboració de diferents guisats.

## Costums
El pa es fa generalment als forns de casa i rarament es compra en una fleca. El nombre de receptes típiques del Marroc no és gaire gran a causa del costum de transmissió oral de generació en generació; per aquesta raó tampoc hi ha costum de llegir llibres de cuina.

### Àpats

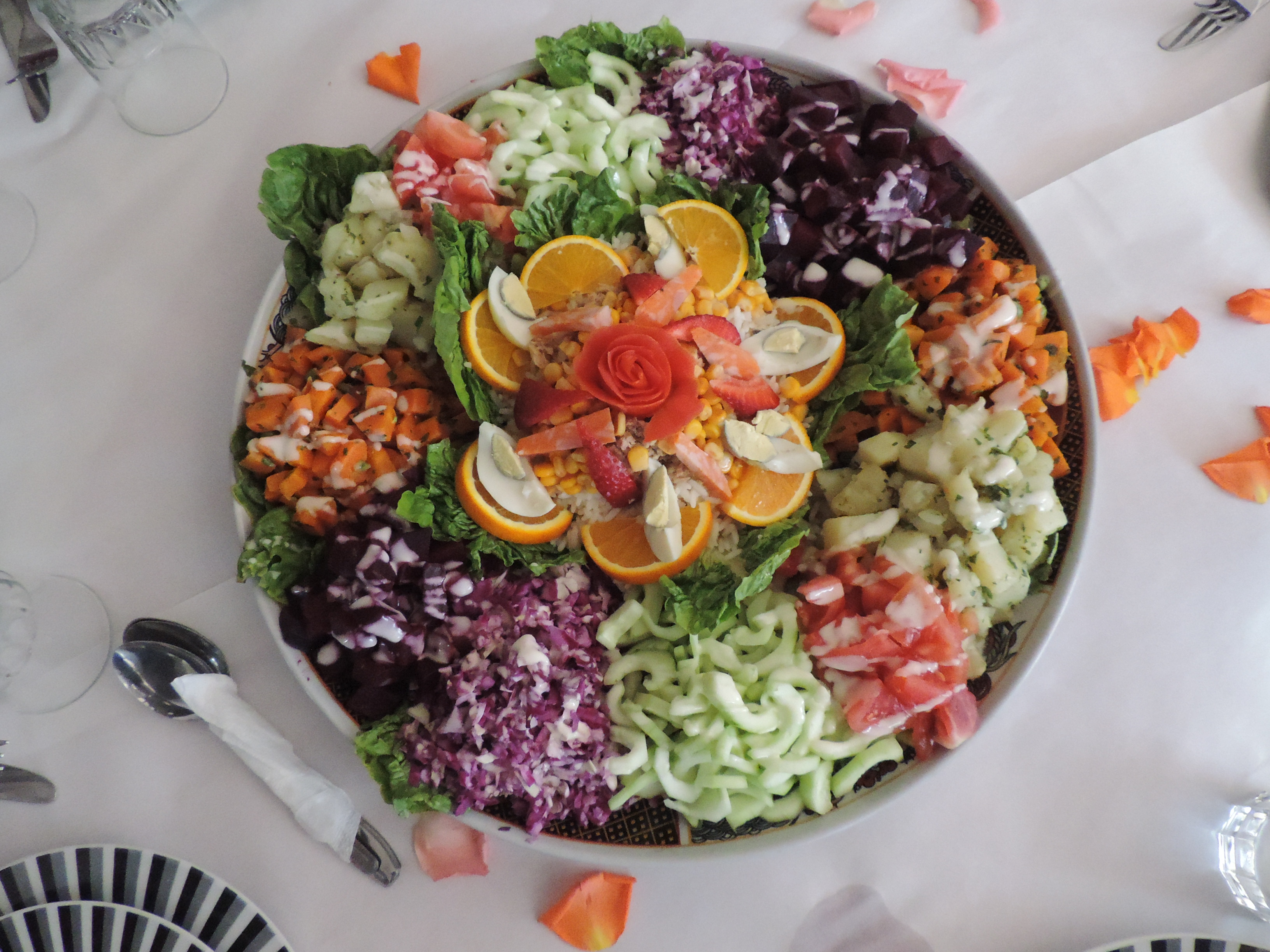
Assortit d'amanides, servides a Beni Mellal

Normalment fan tres àpats al dia: esmorzar, dinar i sopar. Els habitants del Marroc solen anar als souqs (socs o mercats de carrer); un dels més coneguts és el de la plaça Djemà-el-Fna, en què es poden menjar “bocadillos” (paraula heretada del castellà) d'amanida a totes les hores. Des de la dècada de 1990 han anat obrint a diferents parts del Marroc botigues on s'ofereixen productes lactis i “bocadillos”; aquestes botigues s'anomenen mahlabas.
Un dinar típic comença amb una sèrie d'amanides calentes i fredes, seguides d'un tagín o dwaz. Sovint, per a un àpat formal, el següent és un plat principal, de xai o pollastre, o cuscús cobert amb carn i verdures. De postres sol consumir-se fruita de temporada o algun dolç, i durant el dinar també es beu te. A excepció del cuscús, que se sol menjar amb una cullera, tradicionalment els marroquins solen menjar amb tres dits de la mà dreta; el pa sol ocupar la posició del receptacle de les verdures, la carn, etc. El consum de carn de porc i alcohol és poc freqüent a causa de les restriccions religioses.
El menjar és un acte hospitalari i quan un viatger és convidat a menjar és un acte formal d’agraïment. Normalment se li reserva una de les millors posicions de la taula. El te amb menta i el menjar s'ofereix al visitant quan entra per la porta de la casa, i la negació forta per part del visitant es considera un acte groller.